# Alfred Cheetham
Alfred Buchanan Cheetham (6 mai 1867 - 22 août 1918) est un marin anglais, membre de plusieurs expéditions en Antarctique. Il servit comme 3e officier dans les expéditions Nimrod et Endurance. Il mourut en mer lorsque le navire sur lequel il servait fut torpillé à la fin de la Première Guerre mondiale.

## Jeunesse
Alfred Buchanan Cheetham naquit à Liverpool de John et Annie Elizabeth Cheetham. Sa famille s'installa à Hull alors qu'il était encore enfant (peut-être en 1877), et il devint marin à l'adolescence, travaillant à bord de différents bateaux de la flotte de pêche active en mer du Nord et au-delà. Il  épousa Eliza Sawyer qui lui donna 13 enfants. Basé à Hull, Cheetham travailla ensuite comme maître d’équipage dans la marine marchande et comme réserviste de la Royal Navy.

## Carrière en Antarctique

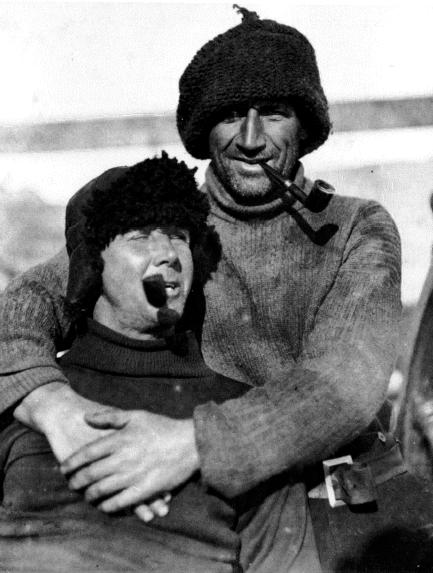
Alfred Cheetham et Thomas Crean.

### Expédition Discovery
Au cours de l’expédition Discovery de 1901-1905, Cheetham découvrit pour la première fois l’Antarctique en servant sur le navire de soutien Morning.

### Expédition Terra Nova
Il y retourna avec l’expédition Terra Nova, tentative avortée de Robert Falcon Scott pour être le premier à atteindre le pôle Sud. Maître d’équipage à bord du Terra Nova, il se porta volontaire pour aller au secours du groupe commandé par Scott, mais son statut de père  de famille le fit écarter de cette mission.

### Expédition Nimrod
Il voyagea de nouveau en Antarctique, cette fois sous le commandement d’Ernest Shackleton, au cours de l’expédition Nimrod, à la fois comme maître d’équipage et comme troisième officier. Âgé de 47 ans à l’époque de l'expédition Endurance en 1914, il était le membre d’équipage qui possédait la plus grande expérience de cette région du globe, totalisant près de six années passées à naviguer dans les mers voisines du continent Antarctique.

### Expédition Endurance
Troisième officier à bord de l’Endurance il se fit apprécier pour sa bonne humeur. Frank Worsley le décrit comme « pirate jusqu'au bout des ongles ». Après la perte de l’Endurance prise dans les glaces, l'équipage tenta de rejoindre l’île de l'Éléphant à l'aide des trois canots de sauvetage. Cheetham se retrouva à bord du Dudley Docker sous les ordres de Worsley. Celui-ci rapporte que les allumettes étaient devenues si précieuses comme monnaie d'échange que Cheetham lui en acheta une seule pour le prix d'une bouteille de champagne, à valoir lorsque Cheetham ouvrirait son pub à Hull après la guerre. La mort de Cheetham survenue en 1918 ne lui permit pas d'honorer sa dette.
Cheetham reçut la médaille polaire pour les efforts consentis pendant cette expédition.

## Après l’expédition de l’Endurance
Cheetham retourna à Hull après la fin de l'expédition où il apprit qu'un de ses fils, William Alfred, avait été porté disparu en mer pendant que lui revenait de l’Antarctique. Son fils, âgé de 16 ans, avait dû périr noyé quand il servait sur le S.S. Adriatic. Cheetham s'enrôla alors dans la marine marchande et servit comme second officier sur le S.S. Prunelle. Le 22 août 1918, il fut tué quand ce navire fut torpillé en mer du Nord par un U-boat allemand.